# Charaxes spoliatus
Charaxes spoliatus är en fjärilsart som beskrevs av Hermann Stauder 1926. Charaxes spoliatus ingår i släktet Charaxes och familjen praktfjärilar. Inga underarter finns listade i Catalogue of Life.